# Genforeningsmonumentet

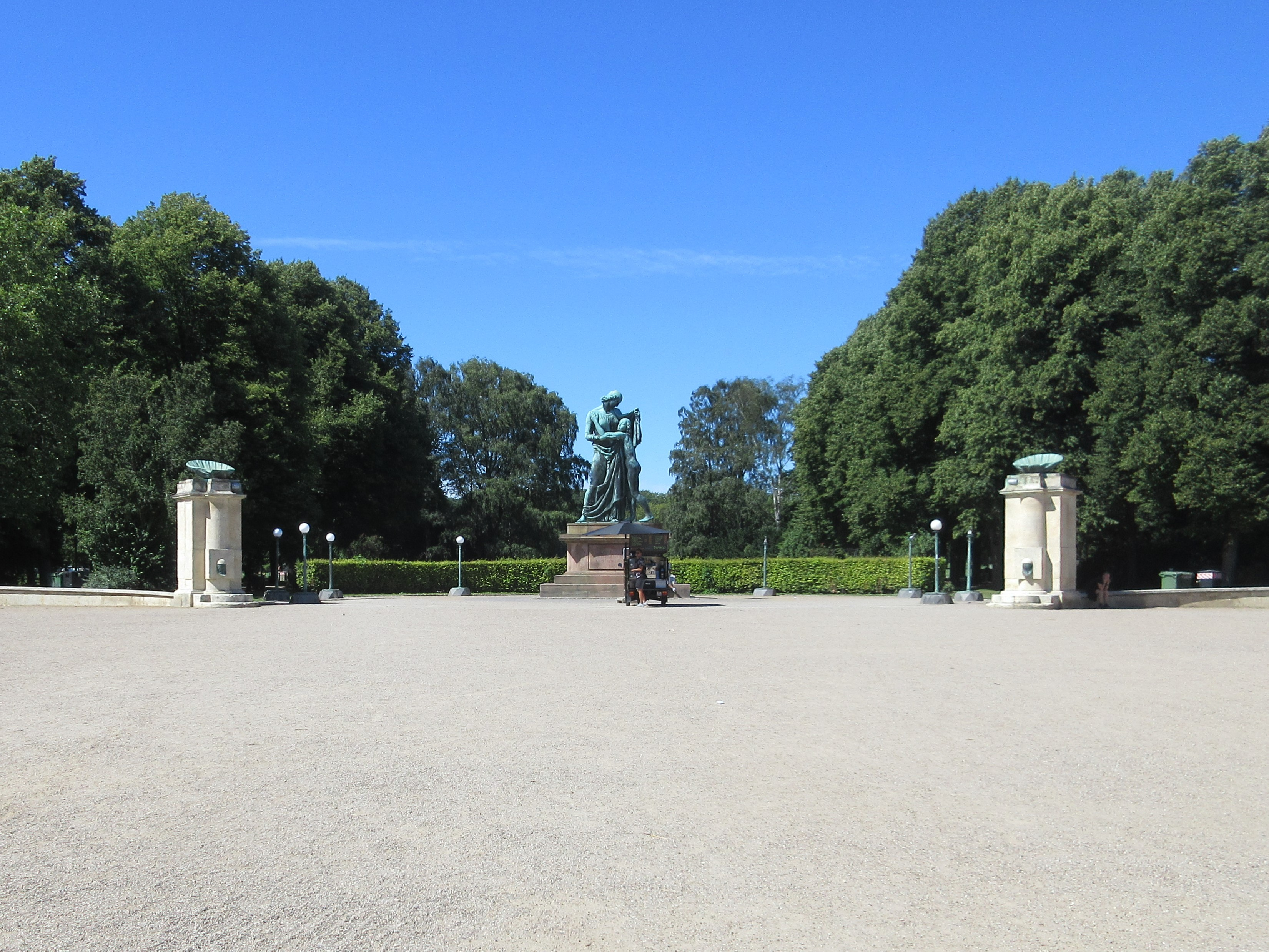
Genforeningsmonumentet am Haupteingang des Fælledparken

Das Genforeningsmonument (deutsch: Wiedervereinigungsdenkmal) ist ein Denkmal, das am Haupteingang zum Fælledparken in Trianglen auf Østerbro in Kopenhagen steht. Es wurde 1930 zum Gedenken an die Wiedervereinigung von Sønderjyllands mit Dänemark im Jahr 1920 errichtet. Das Denkmal wurde von dem Bildhauer Axel Poulsen und dem Architekten Holger Jacobsen geschaffen.

## Geschichte
Am 15. Juni 1920 wurde Sønderjylland mit Dänemark wiedervereinigt. Die Carlsberg-Stiftung wollte zu ihrem 50-jährige Jubiläum im Jahre 1926 der Stadt Kopenhagen ein Wiedervereinigungsdenkmal errichten. Die Stiftung bot 100.000 DKK an, überließ aber der Stadt die Entscheidung über Material, Aussehen, Aufstellungsort und Künstler. Sollten die Kosten höher liegen, erklärte sich die Stiftung bereit, alles bis zu einem Betrag von 200.000 DKK zu bezahlen. Die Stadt Kopenhagen schrieb einen Wettbewerb für ein Wiedervereinigungsdenkmal mit mehreren möglichen Standorten aus. 112 Entwürfe wurden eingereicht, von denen zehn prämiert wurden. Nach Abschluss des Entscheidungsprozesses wurde Axel Poulsen 1926 mit dem Entwurf beauftragt, und die Skulptur wurde in der Bronzegießerei von Lauritz Rasmussen in der Rådmandsgade in Nørrebro gegossen. Das Denkmal wurde am 1. Juli 1930 enthüllt. Bürgermeister Peder Jørgen Pedersen und der Vorsitzende der Carlsberg-Stiftung Anders Bjørn Drachmann sprachen bei der Zeremonie. Ein alternativer Vorschlag für einen Triumphbogen mit einer Reiterstatue von Christian X. mit einem kleinen Mädchen auf dem Schoß wurde für einen geplanten Standort des Denkmals zwischen dem Rosenborg-Garten und dem Stadtteil Borgergade reserviert.
2020 sollte das Denkmal beleuchtet werden. Die Idee kam von der Eigentümergemeinschaft Østerbro 70 auf der anderen Seite von Trianglen, wo die Anwohner der Meinung waren, dass sich ein dunkles Loch aufgetan hatte, nachdem eine U-Bahn-Station unter dem Platz neben dem Denkmal eröffnet worden war. Die Stadt Kopenhagen verwies sie an die Carlsberg-Stiftung, die schließlich die Beleuchtung finanzierte. Aufgrund des Versammlungsverbots während der Corona-Pandemie fiel die Gedenkfeier etwas bescheidener aus als geplant. Dennoch hielten der Bürgermeister Frank Jensen, der Vorsitzende der Carlsberg-Stiftung, Flemming Besenbacher, und die örtliche Vorsitzende des dänischen Grenzvereins, Julie Damlund, Ansprachen.

## Beschreibung
Das Herzstück des Denkmals ist eine allegorische Bronzeskulptur von Axel Poulsen, die eine Mutter darstellt, die ein Mädchen an ihre Brust drückt und in ein Tuch wickelt. Die Skulptur steht auf einem Sandsteinsockel.
Auf der Vorderseite des Sockels ist der Text eingemeißelt:

„"TIL MINDE OM/SÖNDERJYLLANDS/GENFORENING MED/MODERLANDET/ 1920"“

Auf der Rückseite des Sockels steht

„"SKÆNKET STADEN/KÖBENHAVN/AF CARLSBERGFONDET/1930"“

Die Bronzeskulptur ist 5,5 m hoch, während das gesamte Denkmal etwa 8 m hoch ist.
Flankiert wird das Denkmal von zwei quadratischen Kalksteinsäulen, die jeweils etwa 4,75 m hoch sind. Auf jeder Säule ruht eine große Bronzemuschel als Allegorie des Wattenmeeres und des Kleinen Belts. Unterhalb der Säulen befinden sich Wasserhydranten für Trinkbrunnen. Die Säulen sind seitlich als dorische Halbsäulen (Pilaster) ausgebildet. Die Höhe der Säulen beträgt ca. 4,75 m. Die Anlage hat zwei Seiten. Zum Blegdamsvej und zur Øster Allé hin rahmen zwei niedrige, geschwungene Rampenmauern aus französischem Travertin den Platz vor dem Parkeingang ein. Der Park ist mit Magnolien bepflanzt, die 1971 vom Eingang des Blegdamshospitals, das abgerissen werden sollte, hierher versetzt wurden. Der Umzug fand mitten in der Nacht als Demonstration für eine grünere Stadt statt und wurde von der Zeitung Hovedbladet kommentiert.